# Aliens: Fireteam Elite
Aliens: Fireteam Elite ist ein Third-Person-Shooter, der von den Cold Iron Studios entwickelt und veröffentlicht wurde. Das Spiel erschien am 24. August 2021 für Microsoft Windows, Xbox One, Xbox Series, PlayStation 4 und PlayStation 5.

## Handlung
Aliens: Fireteam Elite basiert auf den Filmen der Alien-Filmreihe und stellt eine direkte Fortsetzung zu diesen dar, die jedoch 23 Jahre nach der Handlung des dritten Alien-Films, also im Jahr 2202, spielt. Das Spiel ist in vier Akte gegliedert. Der Spieler übernimmt die Rolle eines Soldaten an Bord des Raumschiffs USS Endeavor, welches im ersten Akt auf einen Notruf von der den Planeten LV-895 umkreisenden Raffinerie Katanga reagiert. Daher werden Marines auf die Station geschickt, die schnell entdecken, dass die Station von Aliens überrannt wurde. Im weiteren Verlauf des Spiels landet der Spieler auch auf der Oberfläche des Planeten LV-895 und kehrt im letzten Akt wieder auf die Station Katanga zurück.

## Spielprinzip
Das Spiel verfügt von Beginn an über fünf verschiedene Klassen an Charakteren, die der Spieler auswählen und spielen kann.
Seit Dezember 2024 können innerhalb des Spiels alle Challenge Cards kostenlos erworben werden. Zuvor musste man Credits erspielen um diese kaufen zu können.

## Veröffentlichung
Am 8. September 2021 wurde der erste kostenfreie DLC für das Spiel veröffentlicht, welcher eine weitere spielbare Charakterklasse hinzufügt. Am 30. August 2022 wurde ein kostenpflichtiger DLC namens Pathogen veröffentlicht, welcher drei neue Kampagnenmissionen, zahlreiche neue Gegnertypen, acht neue Waffen, 26 Waffenaufsätze, zwei neue Outfits für alle sieben Klassen-Kits, sechs neue Kopfaccessoires, 21 neue Waffenfarben, neun Waffenabziehbilder und zehn neue Emotes hinzufügt.
Im Juli 2024 sind erste Hinweise auf einen geplanten Nachfolger in der Fachpresse aufgetaucht, obschon vom Publisher bislang keine offizielle Ankündigung dazu existiert.

## Rezeption
Für PC Games wird die Atmosphäre stimmungsvoll eingefangen, insbesondere die Soundeffekte seien authentisch. Die Grafik präsentiert sich jedoch nicht mehr zeitgemäß und die Spieler müssen immer wieder die gleichen Missionen spielen, die sich zudem im Ablauf ähneln. GameStar stuft das Spiel als klassischen Hordenshooter ein, der jedoch in vielen Bereichen besser sei als etwa die älteren Konkurrenzprodukte Killing Floor 2 oder World War Z.